# Список правителей Люксембурга
Список правителей Люксембурга включает лиц, являвшихся монархами возникшего в 963 году государства Люксембург (первоначально как графства), преобразованного в 1354 году в герцогство и в 1815 году в великое герцогство.
Население Люксембурга, являвшегося германским государством, говорило преимущественно на немецком языке, однако его правители часто вступали в браки с французской аристократией. Влияние французского языка усилилось после того, как член валоннского дома Намюр Анри унаследовал графство в 1136 году. К началу XIII века французский язык заменил латынь в качестве языка хартий и стал языком, на котором говорили при люксембургском дворе. Помимо немецкого и французского языка, в период личной унии с Нидерландами (1815—1890) официальным языком в Люксембурге являлся нидерландский. В 1984 году был принят закон, по которому люксембургский язык приобрёл статус национального.
Для удобства список разделён на принятые в люксембургской историографии периоды истории страны. Приведённые в преамбулах к каждому из разделов описания этих периодов призваны пояснить особенности политической жизни страны. До 22 декабря 1582 (1 января 1583) года, когда Люксембург перешёл на григорианский календарь, приведены юлианские даты.

## Графство Люксембург (963—1354)
В 963 году на западных границах только что созданной Священной Римской империи граф в Мозельгау Зигфрид приобрёл у аббата Святого Максимена в Трире Викера замок Люцилинбурхук (лат. Castellum Lucilinburhuc) и его окрестности, основав тем самым графство, получившее впоследствии название Люксембург (ср.-в.-нем. Grāveschaft Lützelburg, лат. Comitatus Lucemburgensis). Первоначально правители страны носили свои родовые титулы, пока в 1083 году Конрад I впервые не использовал титул графа Люксембурга (лат. Comes de Lucelemburch) в своей конной печати.
После смерти бездетного Конрада II в 1136 году Люксембургская линия Арденнского дома пресеклась. Новым графом стал его двоюродный брат Анри из рода Намюр (тронное имя Генрих IV). В 1247 году на трон взошёл его внук Генрих V, основавший новую графскую династию — Люксембургскую (в свою очередь, являвшуюся ветвью Лимбургского дома). Постепенно влияние дома на дела империи увеличивалось, и в 1308 году граф Люксембурга Генрих VII был избран римским королём, а в 1312 году коронован императором. 13 марта 1354 года его внук, император Карл IV, возвёл своего сводного брата Венцеля в герцоги, а Люксембург, соответственно, в ранг герцогства (независимого от Лотарингии, но всё ещё остававшегося государством империи).
| Портрет | Имя (годы жизни)                                            | Правление       | Правление       | Династия                                          | Особенности титула | Пр.           |
| Портрет | Имя (годы жизни)                                            | Начало          | Окончание       | Династия                                          | Особенности титула | Пр.           |
| ------- | ----------------------------------------------------------- | --------------- | --------------- | ------------------------------------------------- | --- | ------------- |
|         | Зигфрид (ок. 916—998) нем. Siegfried                        | 17 апреля 963   | 28 октября 998  | Вигерихиды нем. Wigeriche                         | граф в Мозельгау нем. Graf im Moselgau, лат. Comes Mosellanus граф в Арденнах (964—993) нем. Graf in den Ardennen, лат. Comes in Arduenna | [ 10 ] [ 11 ] |
|         | Генрих I (ок. 960—1026) нем. Heinrich I.                    | 28 октября 998  | 27 февраля 1026 | Вигерихиды нем. Wigeriche                         | граф в Мозельгау нем. Graf im Moselgau, лат. Comes Mosellanus граф в Арденнах нем. Graf in den Ardennen, лат. Comes in Arduenna герцог Баварии (1004—1009, с 1017) нем. Herzog von Bayern                                                                                      | [ 12 ] [ 13 ] |
|         | Генрих II (ок. 1005—1047) нем. Heinrich II.                 | 27 февраля 1026 | 14 октября 1047 | Вигерихиды нем. Wigeriche                         | граф в Мозельгау нем. Graf im Moselgau, лат. Comes Mosellanus герцог Баварии (с 1042) нем. Herzog von Bayern | [ 14 ] [ 15 ] |
|         | Гизельберт (ок. 1007—1059) нем. Giselbert                   | 14 октября 1047 | 14 августа 1059 | Вигерихиды нем. Wigeriche                         | граф Сальма нем. Graf von Salm, лат. Comes Salmensis | [ 16 ]        |
|         | Конрад I (ок. 1030—1086) нем. Konrad I.                     | 14 августа 1059 | 8 августа 1086  | Вигерихиды нем. Wigeriche                         | граф Люксембурга нем. Graf von Luxemburg, лат. Comes Luxemburgensis | [ 17 ]        |
|         | Генрих III (ок. 1060—1096) нем. Heinrich III.               | 8 августа 1086  | 1096            | Вигерихиды нем. Wigeriche                         | граф Люксембурга нем. Graf von Luxemburg, лат. Comes Luxemburgensis | [ 18 ] [ 19 ] |
|         | Вильгельм I (ок. 1070—1130) нем. Wilhelm I.                 | 1096            | 23 января 1130  | Вигерихиды нем. Wigeriche                         | граф Люксембурга нем. Graf von Luxemburg, лат. Comes Luxemburgensis | [ 20 ]        |
|         | Конрад II (ок. 1106—1136) нем. Konrad II.                   | 23 января 1130  | 1136            | Вигерихиды нем. Wigeriche                         | граф Люксембурга нем. Graf von Luxemburg, лат. Comes Luxemburgensis | [ 21 ]        |
|         | Генрих IV (1111—1196) нем. Heinrich IV.                     | 1136            | 14 августа 1196 | Намюрский дом нем. Haus Namur фр. Maison de Namur | граф Люксембурга нем. Graf von Luxemburg, лат. Comes Luxemburgensis граф Намюра (1139—1189) фр. Comte de Namur | [ 22 ] [ 23 ] |
|         | Эрмезинда (1186—1247) нем. и фр. Ermesinde                  | 14 августа 1196 | 12 февраля 1247 | Намюрский дом нем. Haus Namur фр. Maison de Namur | графиня Люксембурга нем. Gräfin von Luxemburg, фр. Comtesse de Luxembourg | [ 24 ] [ 25 ] |
|         | Генрих V (1216—1281) нем. Heinrich V. фр. Henri V           | 12 февраля 1247 | 24 декабря 1281 | Люксембурги нем. Luxemburger фр. Luxembourgs      | граф Люксембурга нем. Graf von Luxemburg, фр. Comte de Luxembourg граф Намюра (1256—1264) фр. Comte de Namur | [ 26 ] [ 27 ] |
|         | Генрих VI (1250—1288) нем. Heinrich VI. фр. Henri VI        | 24 декабря 1281 | 5 июня 1288     | Люксембурги нем. Luxemburger фр. Luxembourgs      | граф Люксембурга нем. Graf von Luxemburg, фр. Comte de Luxembourg | [ 28 ]        |
|         | Генрих VII (ок. 1275—1313) нем. Heinrich VII. фр. Henri VII | 5 июня 1288     | 24 августа 1313 | Люксембурги нем. Luxemburger фр. Luxembourgs      | граф Люксембурга нем. Graf von Luxemburg, фр. Comte de Luxembourg Прочие титулы:римский король (с 1308) нем. Römischer König, лат. Rex Romanorum император Священной Римской империи (с 1312) нем. Kaiser des Heiligen römischen Reiches, лат. Imperator Sancti Romani         | [ 29 ] [ 30 ] |
|         | Иоганн I (1296—1346) нем. Johann I. фр. Jean Ier            | 24 августа 1313 | 26 августа 1346 | Люксембурги нем. Luxemburger фр. Luxembourgs      | граф Люксембурга нем. Graf von Luxemburg, фр. Comte de Luxembourg Прочие титулы:король Чехии чеш. Český král, нем. König von Böhmen маркграф Моравии (до 1333) чеш. Markrabě Morava, нем. Markgraf von Mähren                                                                  | [ 31 ] [ 32 ] |
|         | Карл I (1316—1378) нем. Karl I. фр. Charles Ier             | 26 августа 1346 | 15 ноября 1353  | Люксембурги нем. Luxemburger фр. Luxembourgs      | граф Люксембурга нем. Graf von Luxemburg, фр. Comte de Luxembourg Прочие титулы:римский король (с 1347) нем. Römischer König, лат. Rex Romanorum король Чехии чеш. Český král, нем. König von Böhmen маркграф Моравии (до 1349) чеш. Markrabě Morava, нем. Markgraf von Mähren | [ 33 ] [ 34 ] |
|         | Венцель (1337—1383) нем. Wenzel фр. Venceslas               | 15 ноября 1353  | 13 марта 1354   | Люксембурги нем. Luxemburger фр. Luxembourgs      | граф Люксембурга нем. Graf von Luxemburg, фр. Comte de Luxembourg | [ 35 ] [ 36 ] |

## Герцогство Люксембург (1354—1795)
13 марта 1354 года император Священной Римской империи Карл IV преобразовал страну в Герцогство Люксембург (нем. Herzogtum Lützelburg, фр. Duché de Luxembourg). В 1388 году Венцель II заложил Люксембург своему двоюродному брату Йосту, после смерти которого право на землю перешло к Елизавете фон Гёрлиц, которая в 1441 году из финансовой необходимости продала герцогство Филиппу Бургундскому, и в 1443 году Люксембург вошёл в состав Бургундии. Со смертью императора Сигизмунда в 1437 году династия Люксембургов по мужской линии пресеклась. В 1482 году Люксембург стал владением дома Габсбургов, а в 1556 году — частью Испанских Нидерландов. В 1659 году южный Люксембург отошёл к Франции, которая в 1684—1698 годах оккупировала всю страну. По итогам войны за испанское наследство в 1713 году Испания передала южные Нидерланды (включавшие Люксембург) Австрии. В ходе войны первой коалиции 1 октября 1795 года территория герцогства была аннексирована Французской республикой и преобразована в департамент Форе.
| Портрет | Имя (годы жизни) | Правление        | Правление        | Династия                                                                      | Особенности титула | Пр.           |
| Портрет | Имя (годы жизни) | Начало           | Окончание        | Династия                                                                      | Особенности титула | Пр.           |
| ------- | --- | ---------------- | ---------------- | ----------------------------------------------------------------------------- | --- | ------------- |
|         | Венцель I (1337—1383) нем. Wenzel I. фр. Venceslas Ier | 13 марта 1354    | 8 декабря 1383   | Люксембурги нем. Luxemburger фр. Luxembourgs                                  | герцог Люксембурга нем. Herzog von Luxemburg, фр. Duc de Luxembourg | [ 35 ] [ 36 ] |
|         | Венцель II (1361—1419) нем. Wenzel II. фр. Venceslas II | 8 декабря 1383   | 26 февраля 1388  | Люксембурги нем. Luxemburger фр. Luxembourgs                                  | герцог Люксембурга нем. Herzog von Luxemburg, фр. Duc de Luxembourg римский король нем. Römischer König, лат. Rex Romanorum король Чехии чеш. Český král, нем. König von Böhmen | [ 37 ] [ 38 ] |
|         | Йост (1351—1411) нем. и фр. Jobst | 26 февраля 1388  | 18 января 1411   | Люксембурги нем. Luxemburger фр. Luxembourgs                                  | герцог Люксембурга нем. Herzog von Luxemburg, фр. Duc de Luxembourg маркграф Моравии чеш. Markrabě Morava, нем. Markgraf von Mähren маркграф Бранденбурга нем. Markgraf von Brandenburg | [ 39 ] [ 40 ] |
|         | Елизавета (1390—1451) нем. Elisabeth фр. Élisabeth | 18 января 1411   | 22 ноября 1443   | Люксембурги нем. Luxemburger фр. Luxembourgs                                  | герцогиня Люксембурга нем. Herzogin von Luxemburg, фр. Duchesse de Luxembourg | [ 41 ] [ 42 ] |
|         | Филипп I (1396—1467) нем. Philipp I. фр. Philippe Ier | 22 ноября 1443   | 15 июня 1467     | Бургундская ветвь дома Валуа фр. Branche bourguignonne de la maison de Valois | герцог Люксембурга нем. Herzog von Luxemburg, фр. Duc de Luxembourg Прочие титулы:герцог Бургундии фр. Duc de Bourgogne граф Фландрии фр. Comte de Flandre граф Артуа фр. Comte d’Artois пфальцграф Бургундии фр. Comte palatin de Bourgogne граф Намюра фр. Comte de Namur герцог Брабанта фр. Duc de Brabant герцог Лимбурга фр. Duc de Limbourg граф Голландии фр. Comte de Hollande граф Зеландии фр. Comte de Zélande граф Эно фр. Comte de Hainaut | [ 43 ] [ 44 ] |
|         | Карл II (1433—1477) нем. Karl II. фр. Charles II | 15 июня 1467     | 5 января 1477    | Бургундская ветвь дома Валуа фр. Branche bourguignonne de la maison de Valois | герцог Люксембурга нем. Herzog von Luxemburg, фр. Duc de Luxembourg Прочие титулы:герцог Бургундии фр. Duc de Bourgogne граф Фландрии фр. Comte de Flandre граф Артуа фр. Comte d’Artois пфальцграф Бургундии фр. Comte palatin de Bourgogne граф Намюра фр. Comte de Namur герцог Брабанта фр. Duc de Brabant герцог Лимбурга фр. Duc de Limbourg граф Голландии фр. Comte de Hollande граф Зеландии фр. Comte de Zélande граф Эно фр. Comte de Hainaut граф Шароле фр. Comte de Charolais герцог Гелдерна (с 1473) нем. Herzog von Geldern граф Цютфена (с 1473) нем. Graf von Zutphen                                                                            | [ 45 ] [ 46 ] |
|         | Мария (1457—1482) нем. Maria фр. Marie | 5 января 1477    | 27 марта 1482    | Бургундская ветвь дома Валуа фр. Branche bourguignonne de la maison de Valois | герцогиня Люксембурга нем. Herzogin von Luxemburg, фр. Duchesse de Luxembourg Прочие титулы:герцогиня Бургундии фр. Duchesse de Bourgogne графиня Фландрии фр. Comtesse de Flandre графиня Артуа фр. Comtesse d’Artois пфальцграфиня Бургундии фр. Comtesse palatin de Bourgogne графиня Намюра фр. Comtesse de Namur герцогиня Брабанта фр. Duchesse de Brabant герцогиня Лимбурга фр. Duchesse de Limbourg графиня Голландии фр. Comtesse de Hollande графиня Зеландии фр. Comtesse de Zélande графиня Эно фр. Comtesse de Hainaut графиня Шароле нем. Comtesse de Charolais герцогиня Гелдерна нем. Herzogin von Geldern графиня Цютфена нем. Gräfin von Zutphen | [ 47 ] [ 48 ] |
|         | Филипп II (1478—1506) нем. Philipp II. фр. Philippe II исп. Felipe I                                                                                                  | 27 марта 1482    | 25 сентября 1506 | Габсбурги нем. Habsburger исп. Habsburgo                                      | герцог Люксембурга нем. Herzog von Luxemburg, фр. Duc de Luxembourg король Кастилии и Леона (1506) фр. Rey de Castilla y León | [ 49 ] [ 50 ] |
|         | Карл III (1500—1558) нем. Karl III. фр. Charles III исп. Carlos I | 25 сентября 1506 | 16 января 1556   | Габсбурги нем. Habsburger исп. Habsburgo                                      | герцог Люксембурга нем. Herzog von Luxemburg, фр. Duc de Luxembourg Прочие титулы:король Испании (с 1516) исп. Rey de España, лат. Hispaniarum Rex король Сардинии итал. Re di Sardegna король Неаполя и Сицилии (до 1554) итал. Re di Napoli e Sicilia эрцгерцог Австрии (1519—1521) нем. Erzherzog von Österreich римский король (с 1519) нем. Römischer König, лат. Rex Romanorum император Священной Римской империи (с 1520) нем. Kaiser des Heiligen römischen Reiches, лат. Imperator Sancti Romani | [ 51 ] [ 52 ] |
|         | Филипп III (1527—1598) нем. Philipp III. фр. Philippe III исп. Felipe II                                                                                              | 16 января 1556   | 13 сентября 1598 | Габсбурги нем. Habsburger исп. Habsburgo                                      | герцог Люксембурга нем. Herzog von Luxemburg, фр. Duc de Luxembourg Прочие титулы:король Испании исп. Rey de España, лат. Hispaniarum Rex король Сардинии итал. Re di Sardegna король Неаполя и Сицилии итал. Re di Napoli e Sicilia герцог Милана итал. Duca di Milano король Португалии и Алгарве (с 1580) порт. Rei de Portugal e Algarves | [ 53 ] [ 54 ] |
|         | Филипп IV (1578—1621) нем. Philipp IV. фр. Philippe IV исп. Felipe III                                                                                                | 13 сентября 1598 | 31 марта 1621    | Габсбурги нем. Habsburger исп. Habsburgo                                      | герцог Люксембурга нем. Herzog von Luxemburg, фр. Duc de Luxembourg Прочие титулы:король Испании исп. Rey de España, лат. Hispaniarum Rex король Сардинии итал. Re di Sardegna король Неаполя и Сицилии итал. Re di Napoli e Sicilia герцог Милана итал. Duca di Milano король Португалии и Алгарве порт. Rei de Portugal e Algarves | [ 55 ] [ 56 ] |
|         | Филипп V (1605—1665) нем. Philipp V. фр. Philippe V исп. Felipe IV | 31 марта 1621    | 17 сентября 1665 | Габсбурги нем. Habsburger исп. Habsburgo                                      | герцог Люксембурга нем. Herzog von Luxemburg, фр. Duc de Luxembourg Прочие титулы:король Испании исп. Rey de España, лат. Hispaniarum Rex король Сардинии итал. Re di Sardegna король Неаполя и Сицилии итал. Re di Napoli e Sicilia герцог Милана итал. Duca di Milano король Португалии и Алгарве (до 1640) порт. Rei de Portugal e Algarves | [ 57 ] [ 58 ] |
|         | Карл IV (1661—1700) нем. Karl IV. фр. Charles IV исп. Carlos II | 17 сентября 1665 | 1 ноября 1700    | Габсбурги нем. Habsburger исп. Habsburgo                                      | герцог Люксембурга нем. Herzog von Luxemburg, фр. Duc de Luxembourg Прочие титулы:король Испании исп. Rey de España, лат. Hispaniarum Rex король Сардинии итал. Re di Sardegna король Неаполя и Сицилии итал. Re di Napoli e Sicilia герцог Милана итал. Duca di Milano | [ 59 ] [ 60 ] |
|         | | 1 ноября 1700    | 16 ноября 1700   | Правительственная хунта исп. Junta de Gobierno                                | Правительственная хунта исп. Junta de Gobierno | [ 61 ]        |
|         | Филипп VI (1683—1746) нем. Philipp VI. фр. Philippe VI исп. Felipe V                                                                                                  | 16 ноября 1700   | 2 января 1712    | Бурбоны исп. Borbón фр. Bourbons                                              | герцог Люксембурга нем. Herzog von Luxemburg, фр. Duc de Luxembourg Прочие титулы:король Испании исп. Rey de España, лат. Hispaniarum Rex король Сардинии итал. Re di Sardegna король Неаполя итал. Re di Napoli король Сицилии итал. Re di Sicilia герцог Милана (до 1706) итал. Duca di Milano | [ 62 ] [ 63 ] |
|         | Максимилиан (1662—1726) нем. Maximilian фр. Maximilien | 2 января 1712    | 11 апреля 1713   | Виттельсбахи нем. Wittelsbacher                                               | герцог Люксембурга нем. Herzog von Luxemburg, фр. Duc de Luxembourg курфюрст Баварии нем. Kurfürst von Bayern | [ 64 ] [ 65 ] |
|         | Карл V (1685—1740) нем. Karl V. фр. Charles V чеш. Karel II. венг. III. Károly хорв. Karlo III. итал. Carlo III                                                       | 11 апреля 1713   | 20 октября 1740  | Габсбурги нем. Habsburger                                                     | герцог Люксембурга нем. Herzog von Luxemburg, фр. Duc de Luxembourg Прочие титулы:император Священной Римской империи германской нации нем. Kaiser des Heiligen römischen Reiches Deutscher Nation, лат. Imperator Sancti Romani germanorum gentem эрцгерцог Австрии нем. Erzherzog von Österreich король Венгрии венг. Magyarország királya король Хорватии хорв. Kralj Hrvatske король Чехии чеш. Český král, нем. König von Böhmen герцог Милана (с 1714) итал. Duca di Milano король Неаполя (до 1735) итал. Re di Napoli король Сардинии (до 1720) итал. Re di Sardegna король Сицилии (1720—1735) итал. Re di Sicilia                                         | [ 66 ] [ 67 ] |
|         | Мария Терезия (1717—1780) нем. Maria Theresia фр. Marie-Thérèse чеш. Marie Terezie венг. II. Mária хорв. Marija Terezija итал. и пол. Maria Teresa укр. Марія-Терезія | 20 октября 1740  | 29 ноября 1780   | Габсбурги нем. Habsburger                                                     | герцогиня Люксембурга нем. Herzogin von Luxemburg, фр. Duchesse de Luxembourg Прочие титулы:эрцгерцогиня Австрии нем. Erzherzogin von Österreich королева Венгрии (с 1758 года апостолическая королева) венг. Magyarország királynője (apostoli királynője) королева Хорватии хорв. Kraljica Hrvatske королева Чехии (до 1741, с 1743) чеш. Český královna, нем. Königin von Böhmen герцогиня Милана итал. Duchessa di Milano герцогиня Пармы (до 1748) итал. Duchessa di Parma королева Славонии (с 1745) хорв. Kraljica Slavonije королева Галиции и Лодомерии (с 1772) пол. Królowa Galicji i Lodomerii, укр. Королева Галичини та Володимирії                   | [ 68 ] [ 69 ] |
|         | Иосиф (1741—1790) нем. Joseph фр. Joseph чеш. Josef II. венг. II. József хорв. Josip II. итал. Giuseppe II пол. Józef II укр. Йосиф II                                | 29 ноября 1780   | 20 февраля 1790  | Габсбург-Лотарингский дом нем. Haus Habsburg-Lothringen                       | герцог Люксембурга нем. Herzog von Luxemburg, фр. Duc de Luxembourg Прочие титулы:император Священной Римской империи германской нации нем. Kaiser des Heiligen römischen Reiches Deutscher Nation, лат. Imperator Sancti Romani germanorum gentem эрцгерцог Австрии нем. Erzherzog von Österreich король Венгрии венг. Magyarország királya король Хорватии и король Славонии хорв. Kralj Hrvatske i Kralj Slavonije король Чехии чеш. Český král, нем. König von Böhmen герцог Милана итал. Duca di Milano король Галиции и Лодомерии пол. Król Galicji i Lodomerii, укр. Король Галичини та Володимирії                                                          | [ 70 ] [ 71 ] |
|         | Леопольд (1747—1792) нем. Leopold фр. Léopold чеш. , хорв. и пол. Leopold II. венг. II. Lipót итал. Leopoldo II укр. Леопольд II                                      | 20 февраля 1790  | 1 марта 1792     | Габсбург-Лотарингский дом нем. Haus Habsburg-Lothringen                       | герцог Люксембурга нем. Herzog von Luxemburg, фр. Duc de Luxembourg Прочие титулы:император Священной Римской империи германской нации нем. Kaiser des Heiligen römischen Reiches Deutscher Nation, лат. Imperator Sancti Romani germanorum gentem эрцгерцог Австрии нем. Erzherzog von Österreich апостолический король Венгрии венг. Magyarország apostoli királya король Хорватии и король Славонии хорв. Kralj Hrvatske i Kralj Slavonije король Чехии чеш. Český král, нем. König von Böhmen герцог Милана итал. Duca di Milano король Галиции и Лодомерии пол. Król Galicji i Lodomerii, укр. Король Галичини та Володимирії                                  | [ 72 ] [ 73 ] |
|         | Франц (1768—1835) нем. Franz фр. François чеш. František I. венг. I. Ferenc хорв. Franjo I. итал. Francesco III пол. František I. укр. Франц II                       | 1 марта 1792     | 1 октября 1795   | Габсбург-Лотарингский дом нем. Haus Habsburg-Lothringen                       | герцог Люксембурга нем. Herzog von Luxemburg, фр. Duc de Luxembourg Прочие титулы:император Священной Римской империи германской нации нем. Kaiser des Heiligen römischen Reiches Deutscher Nation, лат. Imperator Sancti Romani germanorum gentem эрцгерцог Австрии нем. Erzherzog von Österreich апостолический король Венгрии венг. Magyarország apostoli királya король Хорватии и король Славонии хорв. Kralj Hrvatske i Kralj Slavonije король Чехии чеш. Český král, нем. König von Böhmen герцог Милана итал. Duca di Milano король Галиции и Лодомерии пол. Król Galicji i Lodomerii, укр. Король Галичини та Володимирії                                  | [ 74 ] [ 75 ] |

## Великое герцогство Люксембург (с 1815)
12 января 1814 года в ходе войны шестой коалиции войска союзных держав вошли в город Люксембург — центр департамента Форе, который наряду с департаментами Мёз, Мёрт и Мозель по итогам конференции в Базеле в тот же день вошли в состав оккупационного органа — Генерал-губернаторства Нанси, которое, в свою очередь, являлось частью Центрального департамента временной администрации, отвечавшего за управление оккупированными территориями. 9 марта департамент Форе перешёл под юрисдикцию Генерал-губернаторства Средний Рейн во главе с Юстусом фон Грюнером. 30 мая был подписан Парижский мирный договор, установивший прежние границы Франции по состоянию на 1 января 1792 года и в соответствии с которым все департаменты (в том числе Форе), созданные после этой даты, упразднялись. Однако Центральный департамент продолжал осуществлять управление оккупированными территориями. 16 июня из соответствующих администраций было сформировано Генерал-губернаторство Нижний и Средний Рейн под руководством Иоганна Августа Зака.
18 сентября 1814 года был открыт Венский конгресс, на котором 13 февраля 1815 года принято решение передать часть территорий бывшего герцогства Люксембург суверенному князю Нидерландов Виллему для создания государства — члена Германского союза. 16 марта Виллем принял титул короля Нидерландов и герцога Люксембурга. 23 марта принятие титулов Виллемом I и его предложение стать великим герцогом было согласовано с другими представителями на конгрессе. 7 апреля великие державы признали Виллема I королём Нидерландов и великим герцогом Люксембурга. 12 мая официально объявлено (подтверждено 9 июня в Заключительном акте конгресса) о создании Великого герцогства Люксембург (нем. Großherzogtum Luxemburg, фр. Grand-Duché de Luxembourg, нидерл. Groothertogdom Luxemburg) — номинально независимого государства, объединённого с Нидерландами личной унией.
В результате Бельгийской революции 1830 года западная часть Люксембурга отошла к Бельгии, образовав одноимённую провинцию. Этот раздел был подтверждён в 1839 году Лондонским договором. В результате волнений в Люксембурге в 1841 году правительство Нидерландов де-факто расширило права автономии великого герцогства при сохранении личной унии, и в том же году король Виллем II даровал Люксембургу конституцию. В 1890 году после смерти Виллема III, не оставившего потомков мужского пола, его дочь Вильгельмина унаследовала нидерландский престол, но не люксембургский, так как в великом герцогстве действовал Салический закон о престолонаследии, не позволявший женщинам наследовать. В связи с этим личная уния Люксембурга и Нидерландов распалась, обладателем люксембургской короны стал герцог Нассау Адольф.
Во время Первой мировой войны нейтралитет Люксембурга, установленный Лондонским договором 1839 года, был нарушен, с августа 1914 года страна оккупирована германскими войсками вплоть до окончания войны в ноябре 1918 года. В период Второй мировой войны, с мая 1940 года, территория Люксембурга вновь была оккупирована Германией. Монарх и правительство эмигрировали во Францию, а после капитуляции последней сформировали правительство Люксембурга в изгнании, резиденции которого находились в Лондоне и Монреале. 23 сентября 1944 года правительство вернулось в освобождённую страну.
| Портрет | Имя (годы жизни)                                                             | Правление       | Правление       | Династия                                                                  | Наименование титула | Пр.           |
| Портрет | Имя (годы жизни)                                                             | Начало          | Окончание       | Династия                                                                  | Наименование титула | Пр.           |
| ------- | ---------------------------------------------------------------------------- | --------------- | --------------- | ------------------------------------------------------------------------- | --- | ------------- |
|         | Вильгельм I (1772—1843) нем. Wilhelm I. фр. Guillaume Ier нидерл. Willem I   | 12 мая 1815     | 7 октября 1840  | Оранье-Нассау нем. Oranien-Nassau фр. Orange-Nassau нидерл. Oranje-Nassau | Милостью Божьей, король Нидерландов, принц Оранье-Нассау, великий герцог Люксембурга и пр., и пр., и пр. нем. Von Gottes Gnaden König der Niederlande, Prinz von Oranien-Nassau, Großherzog von Luxemburg, etc., etc., etc. фр. Par la grâce de Dieu, Roi des Pays-Bas, Prince d’Orange-Nassau, Grand-Duc de Luxembourg, etc., etc., etc.    | [ 82 ] [ 83 ] |
|         | Вильгельм II (1792—1849) нем. Wilhelm II. фр. Guillaume II нидерл. Willem II | 7 октября 1840  | 17 марта 1849   | Оранье-Нассау нем. Oranien-Nassau фр. Orange-Nassau нидерл. Oranje-Nassau | Милостью Божьей, король Нидерландов, принц Оранье-Нассау, великий герцог Люксембурга и пр., и пр., и пр. нем. Von Gottes Gnaden König der Niederlande, Prinz von Oranien-Nassau, Großherzog von Luxemburg, etc., etc., etc. фр. Par la grâce de Dieu, Roi des Pays-Bas, Prince d’Orange-Nassau, Grand-Duc de Luxembourg, etc., etc., etc.    | [ 84 ] [ 85 ] |
|         | Вильгельм III (1817—1890) нем. Wilhelm III. фр. Guillaume нидерл. Willem III | 17 марта 1849   | 23 ноября 1890  | Оранье-Нассау нем. Oranien-Nassau фр. Orange-Nassau нидерл. Oranje-Nassau | Милостью Божьей, король Нидерландов, принц Оранье-Нассау, великий герцог Люксембурга и пр., и пр., и пр. нем. Von Gottes Gnaden König der Niederlande, Prinz von Oranien-Nassau, Großherzog von Luxemburg, etc., etc., etc. фр. Par la grâce de Dieu, Roi des Pays-Bas, Prince d’Orange-Nassau, Grand-Duc de Luxembourg, etc., etc., etc.    | [ 86 ] [ 87 ] |
|         | Адольф (1817—1905) нем. Adolf фр. Adolphe                                    | 23 ноября 1890  | 17 ноября 1905  | Нассау-Вейльбург нем. и люкс. Nassau-Weilburg фр. Nassau-Weilbourg        | Милостью Божьей, великий герцог Люксембурга, герцог Нассау и пр., и пр., и пр. нем. Von Gottes Gnaden Großherzog von Luxemburg, Herzog von/zu Nassau, etc., etc., etc. фр. Par la grâce de Dieu, Grand-Duc de Luxembourg, Duc de Nassau, etc., etc., etc.                                                                                    | [ 88 ] [ 89 ] |
|         | Вильгельм IV (1852—1912) нем. Wilhelm IV. фр. Guillaume IV                   | 17 ноября 1905  | 25 февраля 1912 | Нассау-Вейльбург нем. и люкс. Nassau-Weilburg фр. Nassau-Weilbourg        | Милостью Божьей, великий герцог Люксембурга, герцог Нассау и пр., и пр., и пр. нем. Von Gottes Gnaden Großherzog von Luxemburg, Herzog von/zu Nassau, etc., etc., etc. фр. Par la grâce de Dieu, Grand-Duc de Luxembourg, Duc de Nassau, etc., etc., etc.                                                                                    | [ 90 ]        |
|         | Мария Аделаида (1894—1924) нем. Maria Adelheid фр. Marie-Adélaïde            | 25 февраля 1912 | 15 января 1919  | Нассау-Вейльбург нем. и люкс. Nassau-Weilburg фр. Nassau-Weilbourg        | Милостью Божьей, великая герцогиня Люксембурга, герцогиня Нассау и пр., и пр., и пр. нем. Von Gottes Gnaden Großherzogin von Luxemburg, Herzogin zu Nassau, etc., etc., etc. фр. Par la grâce de Dieu, Grande-Duchesse de Luxembourg, Duchesse de Nassau, etc., etc., etc.                                                                   | [ 91 ] [ 92 ] |
|         | Шарлотта (1896—1985) нем. и фр. Charlotte                                    | 15 января 1919  | 12 ноября 1964  | Нассау-Вейльбург нем. и люкс. Nassau-Weilburg фр. Nassau-Weilbourg        | Милостью Божьей, великая герцогиня Люксембурга, герцогиня Нассау и пр., и пр., и пр. нем. Von Gottes Gnaden Großherzogin von Luxemburg, Herzogin zu Nassau, etc., etc., etc. фр. Par la grâce de Dieu, Grande-Duchesse de Luxembourg, Duchesse de Nassau, etc., etc., etc.                                                                   | [ 93 ] [ 94 ] |
|         | Жан (1921—2019) люкс. и фр. Jean нем. Johann                                 | 12 ноября 1964  | 7 октября 2000  | Нассау-Вейльбург нем. и люкс. Nassau-Weilburg фр. Nassau-Weilbourg        | Милостью Божьей, великий герцог Люксембурга, герцог Нассау и пр., и пр., и пр. нем. Von Gottes Gnaden Großherzog von Luxemburg, Herzog von Nassau, etc., etc., etc. фр. Par la grâce de Dieu, Grand-Duc de Luxembourg, Duc de Nassau, etc., etc., etc. люкс. Vu Gottes Gnod, Groussherzog vu Lëtzebuerg, Herzog vun Nassau, etc., etc., etc. | [ 95 ] [ 96 ] |
|         | Анри (1955—) люкс. и фр. Henri нем. Heinrich                                 | 7 октября 2000  | царствующий     | Нассау-Вейльбург нем. и люкс. Nassau-Weilburg фр. Nassau-Weilbourg        | Великий герцог Люксембурга, герцог Нассау нем. Großherzog von Luxemburg, Herzog von Nassau фр. Grand-Duc de Luxembourg, Duc de Nassau люкс. Groussherzog von Lëtzebuerg, Herzog von Nassau | [ 97 ] [ 98 ] |